# Gama (Distrito Federal)
| Região Administrativa de Gama                  | |
| Setor Central de Gama                          | |
| \| \| \| Bandeira \|                           | |
| Hino                                           | |
| Região Administrativa II                       | |
| Fundação: 12 de outubro de 1960 (64 anos)      | |
| Lei de criação: 4545 de 10 de dezembro de 1964 | |
| Mapa de Gama                                   | |
| Limites:                                       | Santo Antônio do Descoberto (GO), Recanto das Emas, Riacho Fundo II, Park Way, Santa Maria e Novo Gama (GO) |
| Distância de Brasília:                         | 30 km |
| Administrador(a):                              | Joseane Araújo Feitosa Monteiro                                                                             |
| Área                                           | |
| - Total                                        | 276,05 km²                                                                                                  |
| População                                      | |
| - Total                                        | 134.136 (2018) habitantes '                                                                                 |
| IDH                                            | 0,815 alto SEPLAN/2000                                                                                      |
| Site governamental                             | www.gama.df.gov.br                                                                                          |
| Bandeira de Gama                               | |
| Bandeira                                       | |

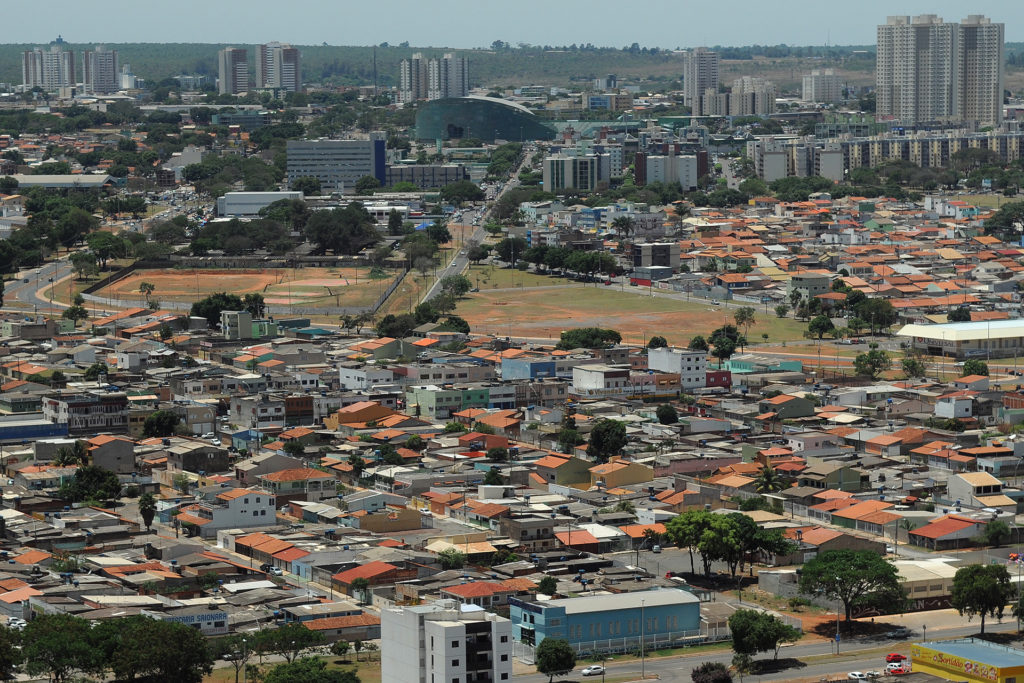
Setor Oeste

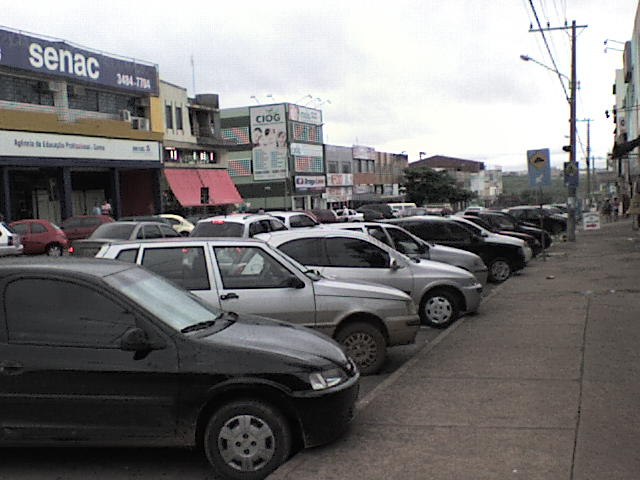
Setor Leste: área comercial, residencial e industrial

Gama é uma região administrativa do Distrito Federal brasileiro.

## História
Em agosto de 1746, o Bandeirante Antônio Bueno de Azevedo saiu de Paracatu, em Minas Gerais, chefiando uma grande tropa rumo ao noroeste. Depois de ter atravessado chapadas, rios, veredas e ribeirões, chegou, no dia 13 de dezembro, num riacho em cujas areias descobriu ouro. A decisão foi de fundar ali um povoado, o qual recebeu o nome de Santa Luzia, em homenagem à santa do dia. O riacho ficou conhecido como Rio Vermelho, já que tinha suas águas sempre barrentas por causa da lavagem do ouro. O povoado de Santa Luzia se transformou no que é a atual cidade de Luziânia, em Goiás.
No começo de 1747, a pedido do próprio Bueno, chegou a Santa Luzia o primeiro sacerdote: o padre Luís da Gama Mendonça. Supõe-se que, em homenagem ao padre, foi dado o nome "Gama" ao platô e ao ribeirão. As terras que atualmente constituem a região administrativa de Gama, pertenciam às Fazendas do Ipê, Alagado da Suzana, Ponte Alta e Gama.
Com a transferência da capital do Brasil para o interior do País, as terras dessas quatro fazendas, foram desapropriadas pelo governo do estado de Goiás, no período de 1956 a 1958, sob responsabilidade da Comissão Goiana de Cooperação para a Mudança da capital do Brasil, tendo, por presidente, Altamiro de Moura Pacheco.
A sede da Fazenda Gama ficava próxima ao local onde atualmente está o Catetinho (primeira residência oficial de Juscelino Kubitschek), porém a cidade veio a ser instalada a oito quilômetros deste ponto de referência. O então presidente da república, Juscelino Kubitschek, visitou a Fazenda Gama em 02 de outubro de 1956, na ocasião de sua primeira visita à região, onde seria construída Brasília.
O arquiteto Paulo Hungria, em maio de 1960, desenvolveu a planta urbanística de Gama, na forma de colmeia, dividindo-a em cinco setores: Norte, Sul, Leste, Oeste e Central. O Setor Central (para atividades mercantis) não foi detalhado em função das necessidades futuras. Porém, coube ao engenheiro José Maciel de Paiva, por ordem do então prefeito do Distrito Federal, Israel Pinheiro (ex-presidente da Novacap), iniciadas a partir de setembro de 1960. Foi auxiliado pelo engenheiro José Carlos Godoy, pelo fiscal Agnelo Dias Correia (que juntamente com sua mulher são considerados os moradores pioneiros da cidade), pelo mestre-de-obras Joaquim Santana, entre outros. Gama foi fundada em 12 de outubro de 1960, recebendo a condição de região administrativa, conforme a Lei 4545, de 10 de dezembro de 1964. O povoamento inicial foi efetuado com a remoção de 30 famílias residentes na Barragem do Paranoá. Posteriormente a cidade recebeu grande parte dos moradores da Vila Amaury e da Vila Planalto. Em 1970, foram transferidos os habitantes instalados no Setor de Indústria de Taguatinga.
Gama possui cerca de 141.911 habitantes (PDAD 2015/2016).
O padroeiro da cidade é São Sebastião, cuja festa litúrgica se dá em 20 de janeiro.

## Geografia
Os limites da Região Administrativa de Gama são formados ao sul, Paralelo 16º03`S e limita a Região com os Municípios de Santo Antônio do Descoberto e Novo Gama do Estado de Goiás. O Rio Descoberto faz o limite oeste , a leste limita a Região Administrativa de Santa Maria e ao Norte limitam as Regiões de Recanto das Emas, Riacho Fundo e Núcleo Bandeirante. Os Decretos nºs. 11.921/1989, 14.604/1993 e 15.046/1993 fixaram os limites das Regiões Administrativas do Distrito Federal. A Região Administrativa ocupa uma área de 276,34 km² e tem 15,37 km² de área urbana, situada 30 km a sudoeste da região central de Brasília, o Plano Piloto.
O relevo da região, em quase sua totalidade, é suave plano e suave ondulado, tendo como característica própria um grande vale, denominado Vale do Tamanduá. As variações altimétricas do relevo, de acordo com Atlas do Distrito Federal da então Companhia do Desenvolvimento do Planalto Central (Codeplan), apresentam níveis correspondentes:
Superfícies planas, nas cotas acima de 1.200 m, sendo 1.271 m altitude máxima aproximada, cobertas predominante por cerrado e cerradão;
Superfície, nas cotas de 1.000 a 1.200 m, coberta por cerrado ralo, cerrado, cerradão e algumas manchas de mata ciliar; e
Superfície, nas cotas inferiores a 900 m, indo até 1.000 m, coberta por cerrado ralo, mata sub-caducifólia e algumas manchas de mata ciliar.
A Região Administrativa de Gama apresenta solos, em sua maioria, ácidos e com baixa fertilidade, predominando solos com horizonte B dos tipos câmbico, latossólico e textual, bem como algumas manchas de solo hidromórfico e, em pequena quantidade, os solos aluviais, situados nas baixadas às beiras dos ribeirões e córregos.

### Parques e biodiversidade

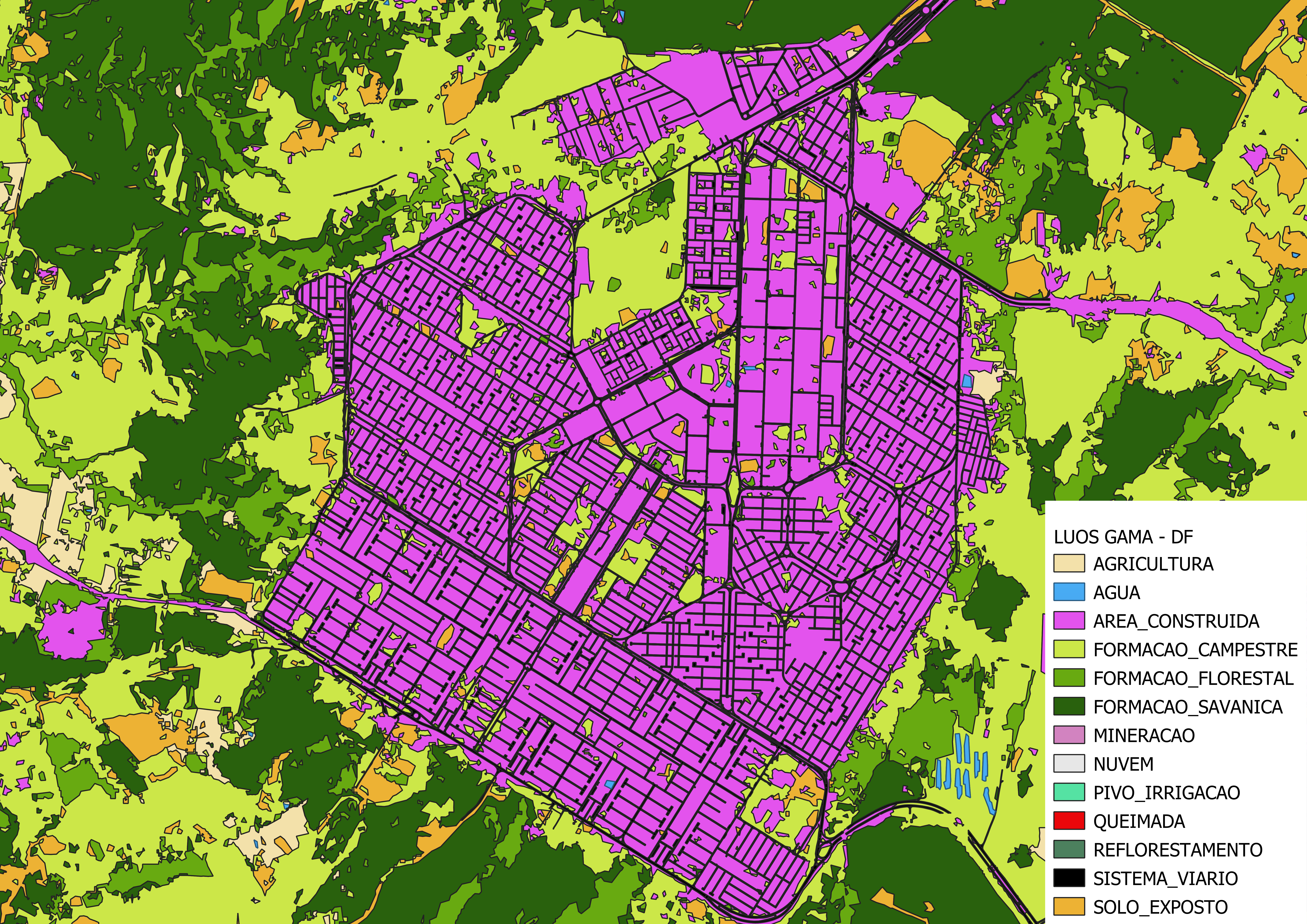
LUOS GAMA - DF

O parque recreativo de Gama, também conhecido como Prainha, é cortado pelas corredeiras e cachoeiras do Ribeirão de Gama, e também é possível ver e ouvir espécies raras da fauna do cerrado da região, como lontras, raposas, lobos-guará e algumas espécies de veados. O parque foi instituído pelo Decreto nº 108 de 06 de setembro de 1961, primeiro referido como parque municipal de Gama, foi o primeiro espaço territorial  legalmente protegido  do Distrito Federal, com área de 790 hectares , localizada na região administrativa da gama, Em 1982, uma parcela de 136 hectares do Parque Municipal de Gama foi transformada em Parque Recreativo de Gama, pelo Decreto Municipal nº 6.791, de 04 de junho. O restante da área foi transferido para a gestão da Fundação Zoobotânica do Distrito Federal. Em 1988, de acordo com o Decreto nº 11.261, de 16 de setembro, foi instituída a Reserva Ecológica de Gama com área de136 hectares, unidade de Conservação sobreposta à antiga área do Parque Recreativo de Gama. O acesso ao Parque Recreativo de Gama e à Reserva Ecológica de Gama, ocorre pela BR-040, seguindo através da DF-290, ou ainda pela Rodovia GO-520.

### Clima

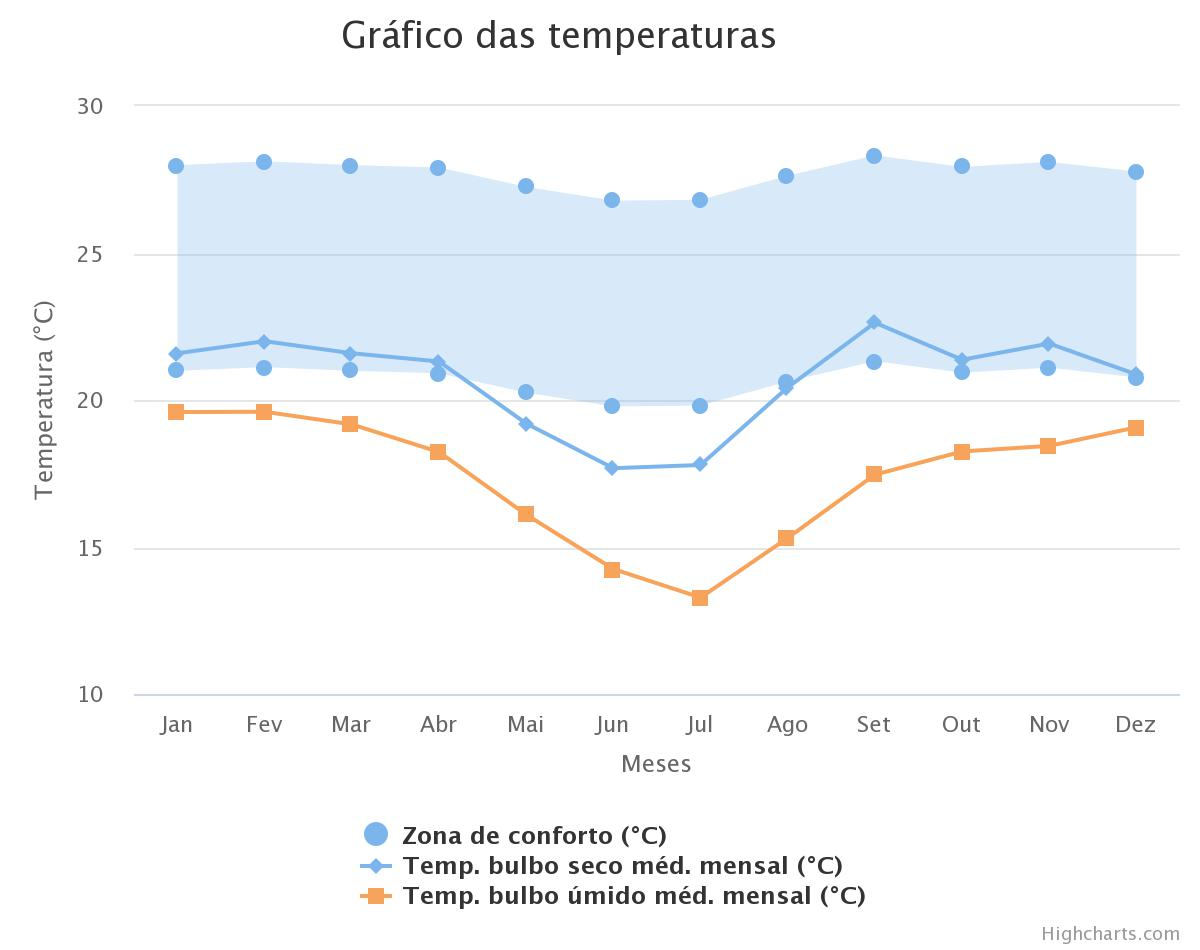
Gráfico de temperatura do Distrito Federal

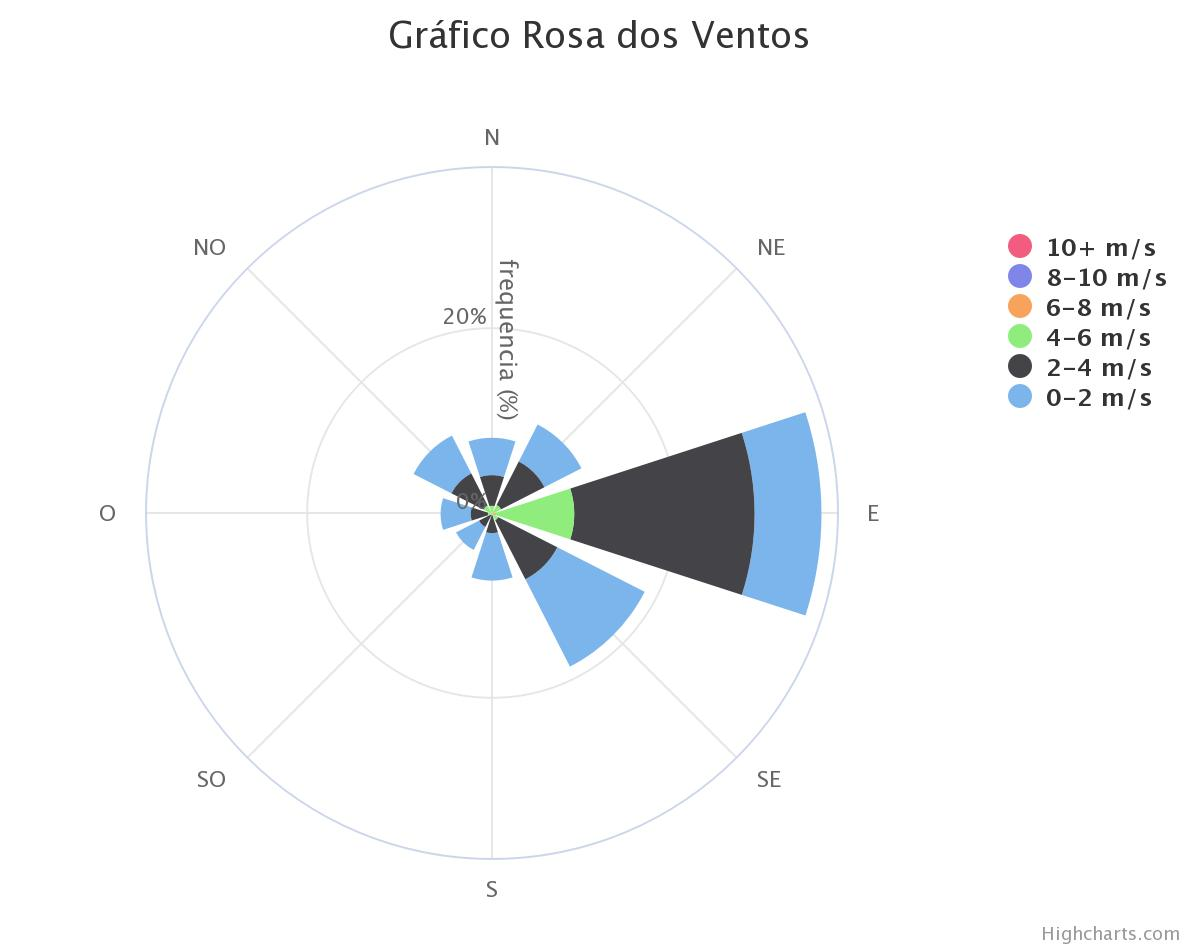
Gráfico de ventos predominantes

Segundo a classificação de Köppen, internacionalmente adotada, os tipos de clima do Distrito Federal são o tropical - Aw e o tropical de altitude - Cwa e Cwb.
O clima da Região Administrativa de Gama, que é o mesmo do Distrito Federal, caracteriza-se por dois períodos distintos: um seco, com ausência quase total de chuvas, no inverno, que vai de maio a setembro; e outro chuvoso, as abundância de águas no verão acabou com a substituição das florestas pela cana de açucar, que ia de outubro a abril, com uma precipitação pluviométrica anual que excedia os 1.500 mm, caiu 65% e pode diminuir ainda mais, sendo necessário o racionamento de água. A temperatura média anual que era de 23º C, sendo os meses de Setembro e Outubro são os mais quentes e os meses de Junho e Julho os mais frios. A umidade relativa média anual é de 55%, porém nos meses mais secos, que são Julho e Agosto, chega a uma média de 18%, este número devido a pouca umidade do ar devido a falta de chuva e de árvores, pode chegar a níveis desérticos.

## Subdivisões
Gama foi projetada para ter cinco setores, sendo que cada um com uma especialidade diferente.
Existem áreas residenciais e comerciais no Setor Oeste. Já no Setor Leste, o que predomina é o comércio e indústria, além das moradias, sendo que no Setor Norte e no Setor Sul foi criada a parte nobre da cidade com lotes maiores, ficando o Setor Sul como "Setor de Mansões de Gama" destinada para áreas de moradias. No Setor Central, o comércio é forte, com grande movimentação de pessoas e facilidade para encontrar estabelecimentos com nomes famosos. Também existe o chamado Setor Industrial. Teoricamente pertence ao Setor Leste, mas com a construção civil já fortemente presente nesse ponto e também voltada para habitação, além de indústrias, fábricas e oficinas tem se consolidado como um setor independente e autônomo.
Atualmente conta com nove setores sendo eles: Setor Leste, Setor Central, Setor Industrial, Setor Norte, Setor Oeste, Setor Sul, Ponte Alta Sul e de Ponte Alta Norte.

## Economia
Segundo dados da Pesquisa Distrital por Amostra de Domicílios (PDAD) realizada pela Companhia de Planejamento do Distrito Federal (Codeplan) em 2018 , o percentual da população economicamente ativa era de 58,7% (64.833 pessoas), com idade entre 14 anos ou mais. Dentre estes, 68,6% dos respondentes afirmaram exercer seu trabalho no setor de Serviços, 25% no setor de Comércio e 5,1% no setor de Indústria. Sendo quase a metade da população que trabalha (cerca de 43,2%), o desempenha na própria região administrativa de Gama. A maioria da população é de classe média baixa, segundo um estudo da Codeplan realizado em 2021. Além do funcionalismo público, o comércio consolidado é a principal atividade econômica, movimentando 6,5 mil empresas, empresários calculam que cerca de 600 mil pessoas das cidades vizinhas frequentam Gama por dia transformando-a em polo econômico e geográfico para cidades goianas vizinhas (Novo Gama, Valparaíso, Cidade Ocidental, Luziânia e Santo Antônio do Descoberto). Há faculdades, bancos, indústrias e um shopping, (Gama Shopping Center), Também estão presentes redes de academias, farmácias e supermercados. O Setor de Indústria de Gama foi transformado em área mista, possibilitando a incorporação de empreendimentos comerciais e habitacionais, também possui a SMA (Setor de Múltiplas Atividades) onde contará com aproximadamente 500 empresas, destinadas às atividades comerciais de bens e serviços.
A Pesquisa Nacional por Amostra de Domicílios Contínua (PNAD Contínua) executada pelo IBGE, aponta que em 2021, o rendimento médio mensal foi de R$ 2,644,96  para trabalhadores com 14 anos ou mais, o que é considerado mediano a baixo, se levarmos em conta o salário mínimo apontado pelo Departamento Intersindical de Estatística e Estudos Socioeconômicos (Dieese), que defende que o necessário para a manutenção de uma família de quatro pessoas seria o equivalente a R$ 6.754,33  ou, 5,57 vezes o atual salário mínimo de R$ 1.212,00 (2022). 

## Educação

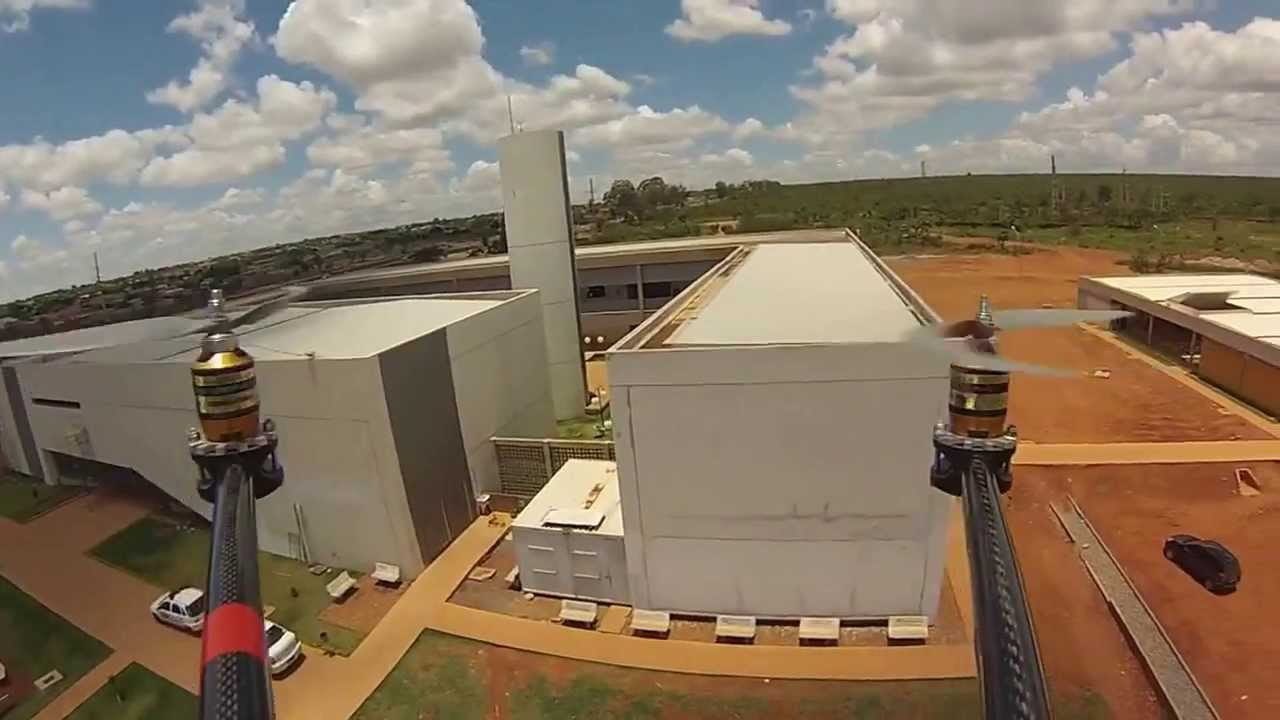
Universidade de Brasília - Campus Gama

Tanto o ensino fundamental quanto o ensino médio são oferecidos pela rede pública federal e entidades particulares.
Existem quatorze unidades de ensino superior particular: Faculdade Apogeu, Centro Universitário do Planalto Central Apparecido dos Santos (Uniceplac), UNIP, Faculdade Mauá, UniBrasília, IESB, Anhanguera, Faculdade Fortium, Faculdade JK, Universidade Católica de Brasília, Universidade do Norte do Paraná, UniFAEL, Cruzeiro do Sul, UniCesumar e uma universidade pública: a Faculdade do Gama da Universidade de Brasília, que conta com cursos de Engenharia, Engenharia Aeroespacial, Engenharia de Software, Engenharia de Energia e Engenharia Automotiva e, junto com o Campus Gama do Instituto Federal de Educação, Ciência e Tecnologia de Brasília, forma um corredor de ensino às margens da DF-480.

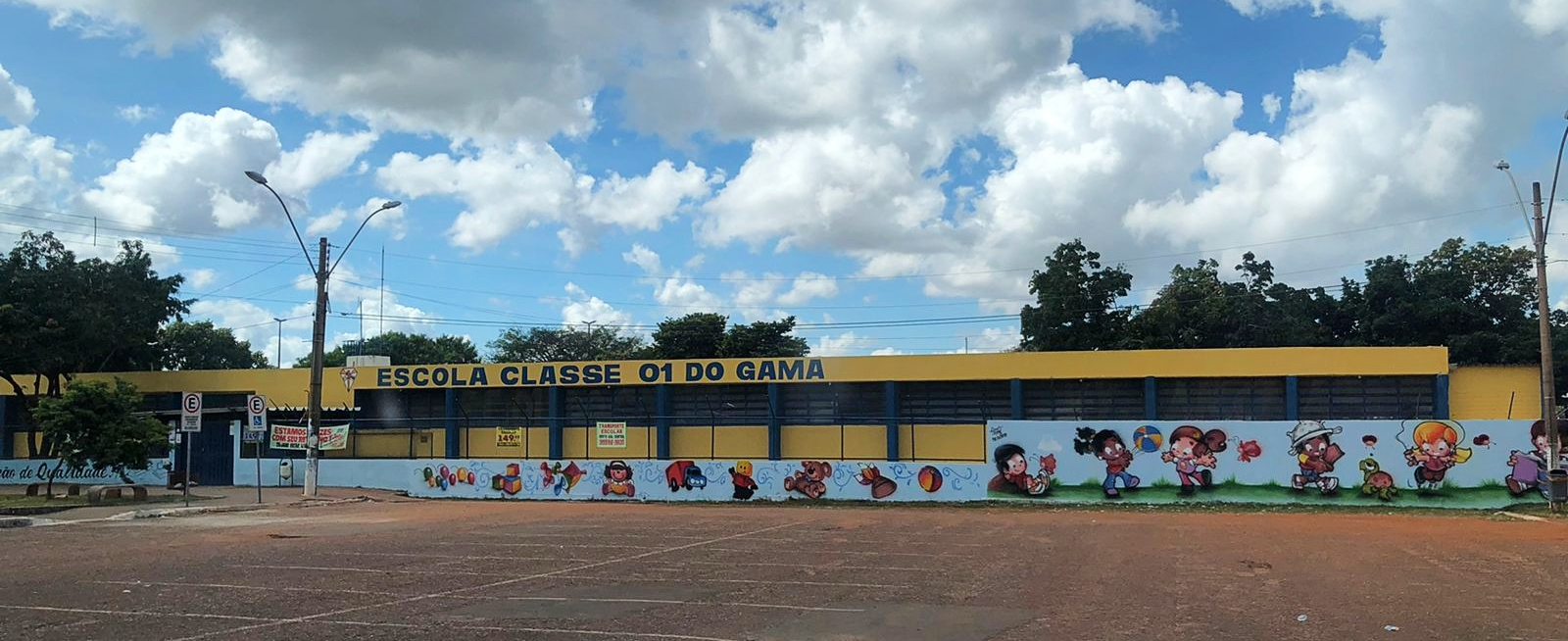
Escola Classe 01

## Esportes

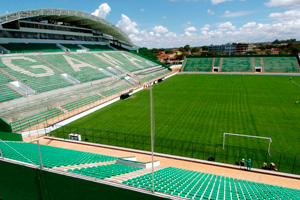
Estádio Bezerrão

Além das potencialidades econômicas, Gama ganhou projeção nacional graças ao futebol. No fim da década de 1990, a Sociedade Esportiva de Gama escreveu seu nome entre os grandes do país, vencendo competições e grandes times do eixo Rio-São Paulo. O Estádio Walmir Campelo Bezerra, mais conhecido por Estádio do Bezerrão que está situado no setor central é sede de jogos da Sociedade Esportiva do Gama, equipe de maior torcida entre os clubes do DF, e por sua estrutura de alto nível chegou a ser utilizado até mesmo pela Seleção Brasileira de Futebol em 2008 em um jogo amistoso contra a Seleção de Portugal. A arena multiuso possui um anfiteatro e um espaço para a realização de shows. O jogador Kaká, eleito melhor jogador do mundo em 2007, nasceu em Gama.
O Estádio foi umas das sedes da Copa do Mundo FIFA Sub-17 de 2019 sediando a abertura e o encerramento desse certame mundial.

## Demografia
A Pesquisa Distrital por Amostra de Domicílios (PDAD) 2018 foi realizada com critérios de amostragem, em que foram entrevistados 21.908 domicílios das Regiões Administrativas do Distrito Federal.  A coleta de dados durou quase sete meses, tendo início na primeira quinzena de março de 2018 e término em 18 de outubro do mesmo ano.
Em relação à raça/cor da pele, a resposta mais comum foi a parda, para 53,7% dos moradores. Quanto ao estado civil, 48,8% da população com 14 anos ou mais declarou-se solteira.
Quanto à origem dos moradores, 64,1% afirmaram ter nascido no DF. Para os não nascidos no DF, o estado mais informado é Minas Gerais, segundo 15,5% dos entrevistados. E aos que chegaram ao DF ou que deixaram o território, mas retornaram posteriormente, a motivação para fazê-lo permanece questionável. Para 47,6% dos chefes de família, acompanhar a família ou se reunir, foi o principal motivo da mudança.
O PDAD 2018 também coletou informações sobre pessoas com deficiência. Em relação à visão, 70,6% afirmaram que não têm dificuldade em enxergar. Para audição, 96.3% específica não ter dificuldade em ouvir.
Quanto à mobilidade, 94,6% afirmaram não ter nenhuma dificuldade para caminhar ou subir escadas. Por fim, 98,2% disseram não ter deficiência intelectual/mental.
Em termos de escolaridade, 97,1% das pessoas com 5 anos ou mais afirmaram saber ler e escrever. Para aqueles entre 4 e 24 anos, 51,9% relataram frequentar escola pública. A frequência por faixa etária Entre os que frequentaram a escola, 84,2% estudavam na região administrativa de Gama.
O principal meio de transporte foi relatado como caminhada por 47,2% dos entrevistados. O período mais relatado foi de até 15 minutos para 74,7% dos moradores. Finalmente, em relação à escolaridade das pessoas com 25 anos ou mais, 34,6% possuem o ensino médio completo.
Considerando as pessoas com 14 anos ou mais,49,6% estavam empregados (54.847 pessoas). Tomando como referência os últimos 30 dias, a população desempregada é composta por 9% das pessoas com a mesma idade (9.985 pessoas). Assim, a taxa de participação de Gama é de 58,7% para este período de referência (6.833 pessoas)
Um problema relacionado ao mercado de trabalho diz respeito a um segmento da população que não estuda e não trabalha, o chamado “nemnem”. Para a população de 18 a 29 anos, 29,9% estão nessa condição (8.465 adultos jovens).
A renda familiar estimada é de R$ 4.067,1, dando uma média per capita de R$1.604.1. Para a desigualdade, o índice de Gini para a renda familiar é de 0,5, enquanto para a renda per capita é de 0,53.  

## Política e Administração

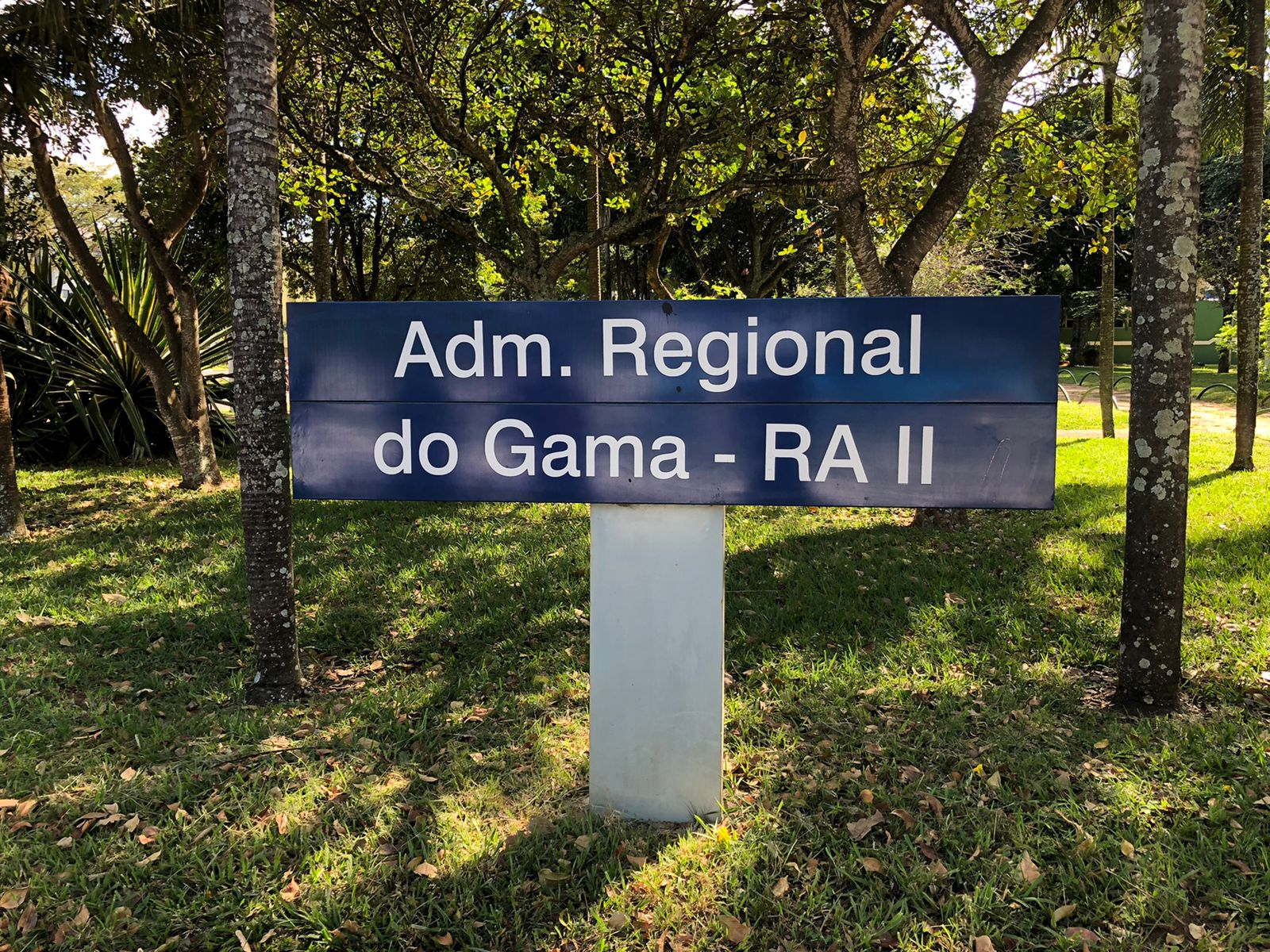
Placa da Administração Regional de Gama

A Administração Regional de Gama é um órgão do poder de administração direta do Governo do Distrito Federal, observado o disposto no Decreto nº 37.625, de 15 de setembro de 2016, e as auditorias realizadas pelas autoridades competentes, controla e implementa os programas, projetos e ações públicas do Governo sob sua alçada, em coordenação com o GERC. A administração da região administrativa de Gama realiza serviços como tapa-buracos, poda de árvores, recolhimento de lixo, entulho entre outros, podem ser solicitados diretamente na ouvidoria da Administração Regional de Gama, Além de solicitar serviços, as pessoas também podem registrar elogios, sugestões, reclamações, pedidos de informações e fazer denúncias.

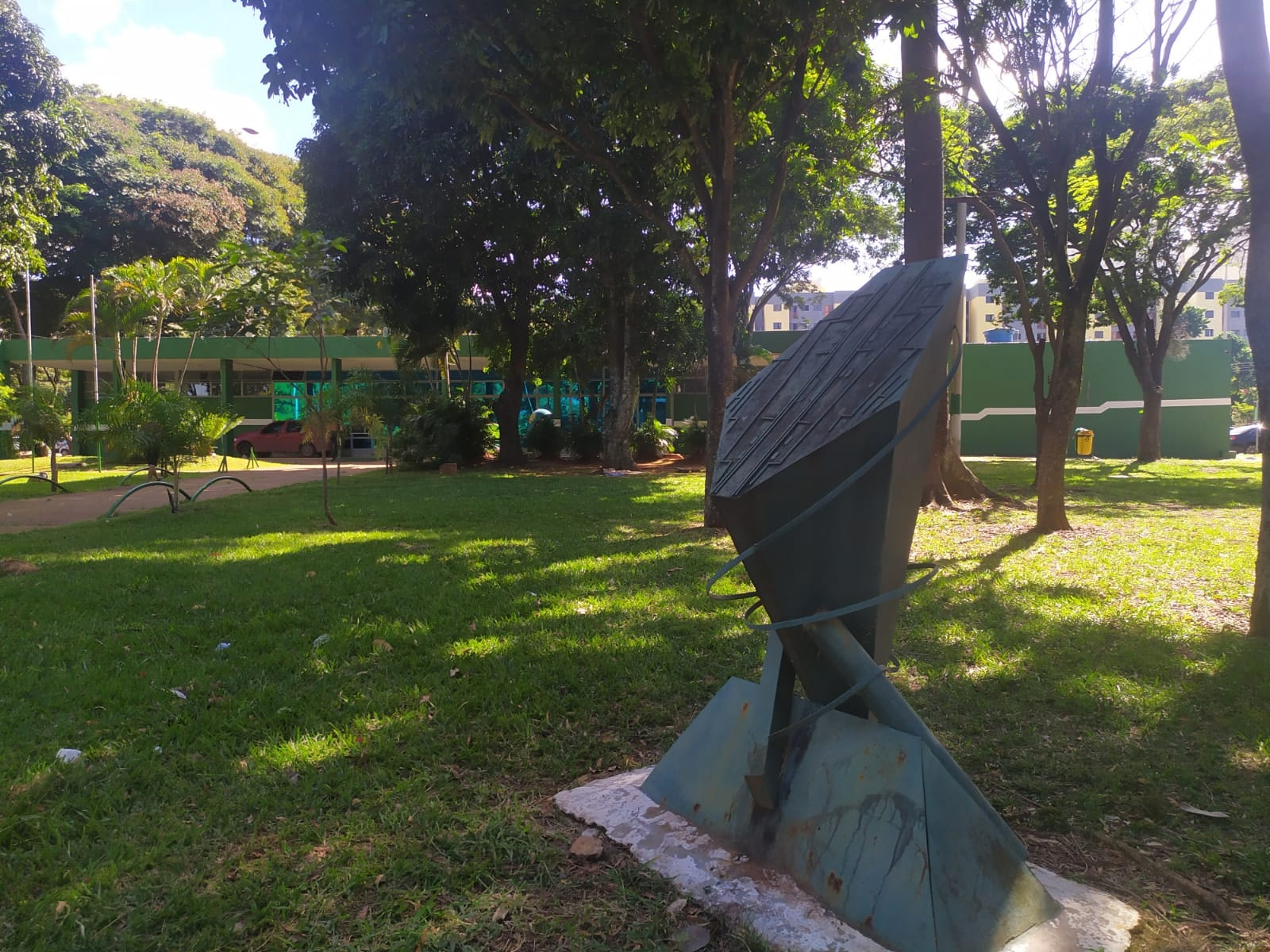
Monumento frente a Administração Regional de Gama

## Acesso
A principal saída da cidade se dá ao norte pela DF-480 que liga até a DF-003 EPIA - Estrada Parque Indústria e Abastecimento (depois de passar pela EPIP ou pela DF-001), dando acesso ao Plano Piloto. À nordeste a DF-483 liga ao centro de Santa Maria. Ao sul, a DF-290 liga as cidades de Santa Maria e Novo Gama e também dá acesso às BR-040 e BR-060. A zona rural da cidade conta com a DF-475 recentemente asfaltada sendo a única saída do lado oeste próxima ao cemitério.

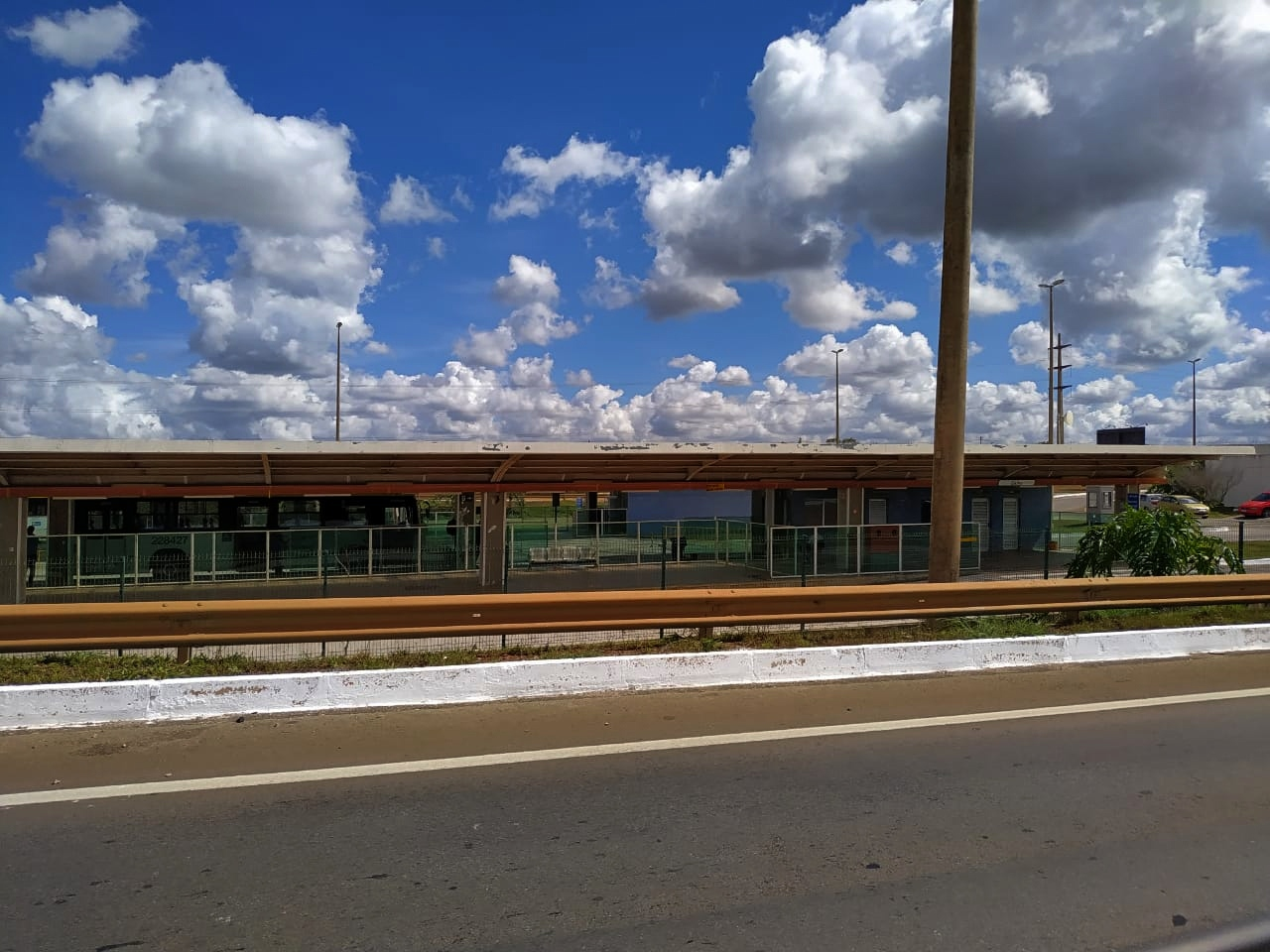
Terminal BRT Gama

## Situação Habitacional

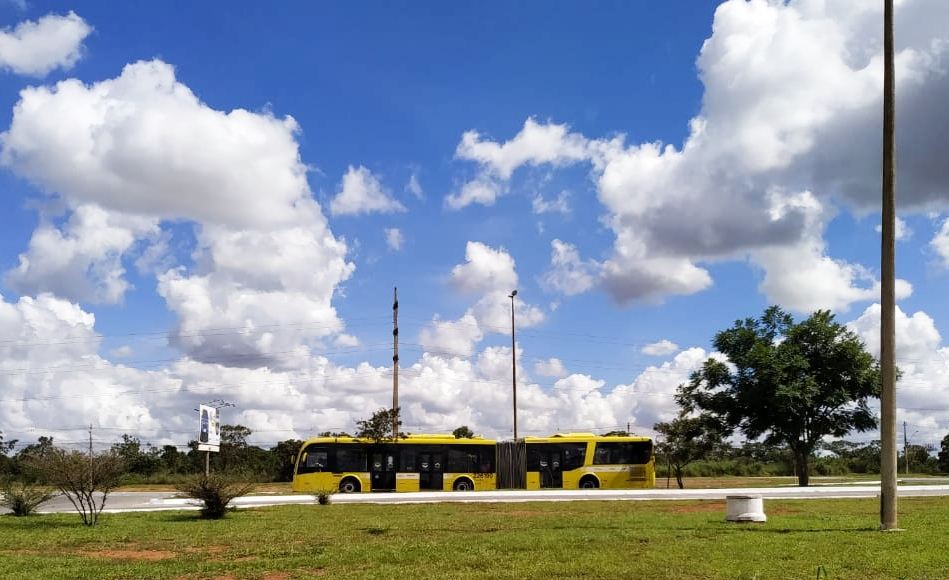
BRT

A região administrativa de Gama apresenta a característica de formação predominantemente rural. Esse cenário tem origem na localização em terras de antigas fazendas do Estado de Goiás, sendo até hoje composta por diversos núcleos rurais e colônias agrícolas. Sua área total é de 276,34 km². No entanto, segundo o IBGE no censo de 2010, a população urbana na região administrativa de Gama atinge representativa porcentagem. Entretanto, os habitantes que residem na zona rural somam 6,38%. A densidade demográfica da região urbana de Gama atinge 472,5 habitantes/km², conferindo elevada taxa considerando que a zona urbana corresponde a apenas 5,56% do território. Entretanto, no universo do Distrito Federal a participação relativa da população urbana da região administrativa de Gama representa somente cerca de 15%, contra cerca de 11,44% do total dos residentes da zona rural, que contribui significativamente, para as atividades do Distrito Federal. A média de moradores por domicílio, na área urbana é de cerca de 2.482.210 enquanto na área rural são 87.950.

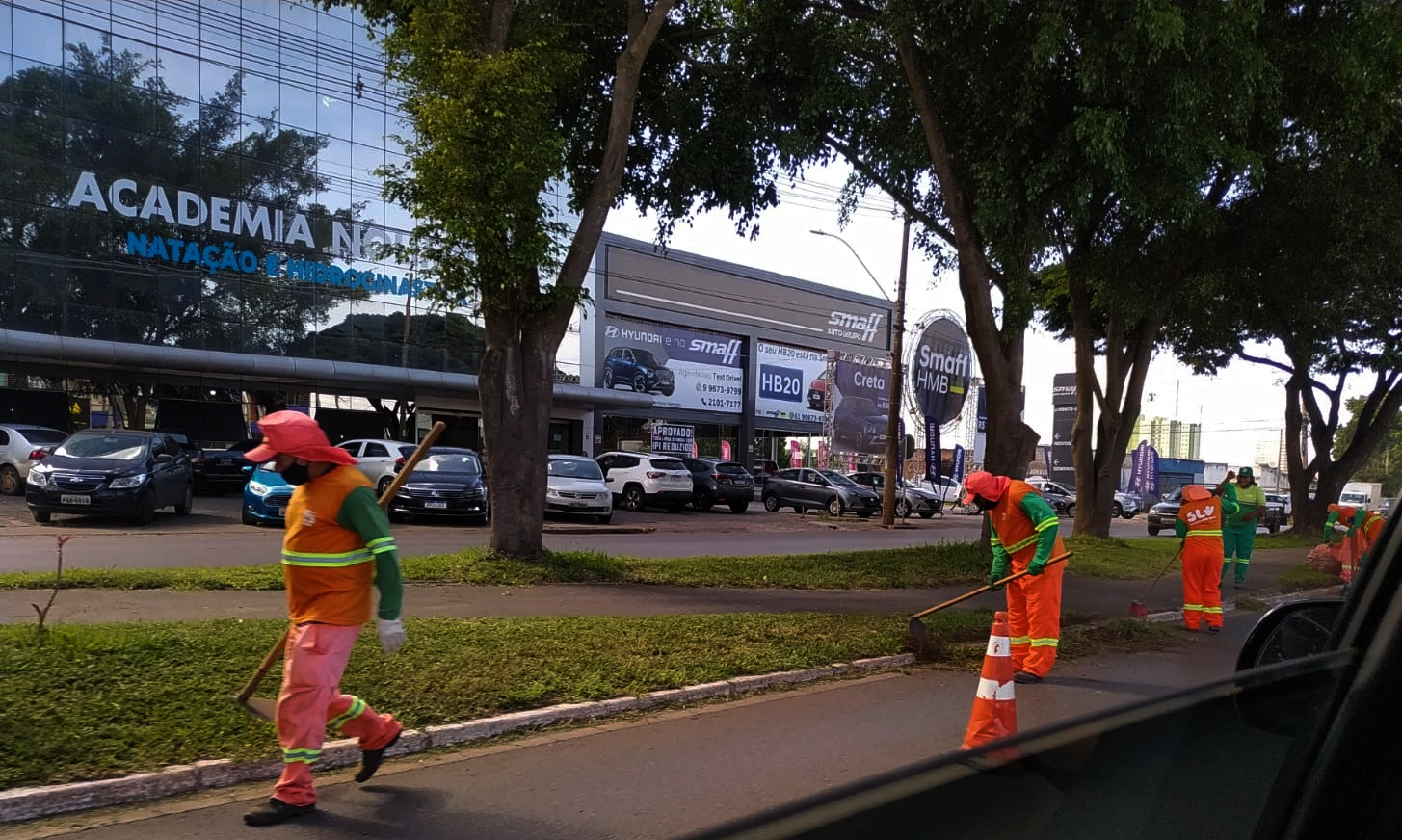
Avenida comercial Setor Central de Gama

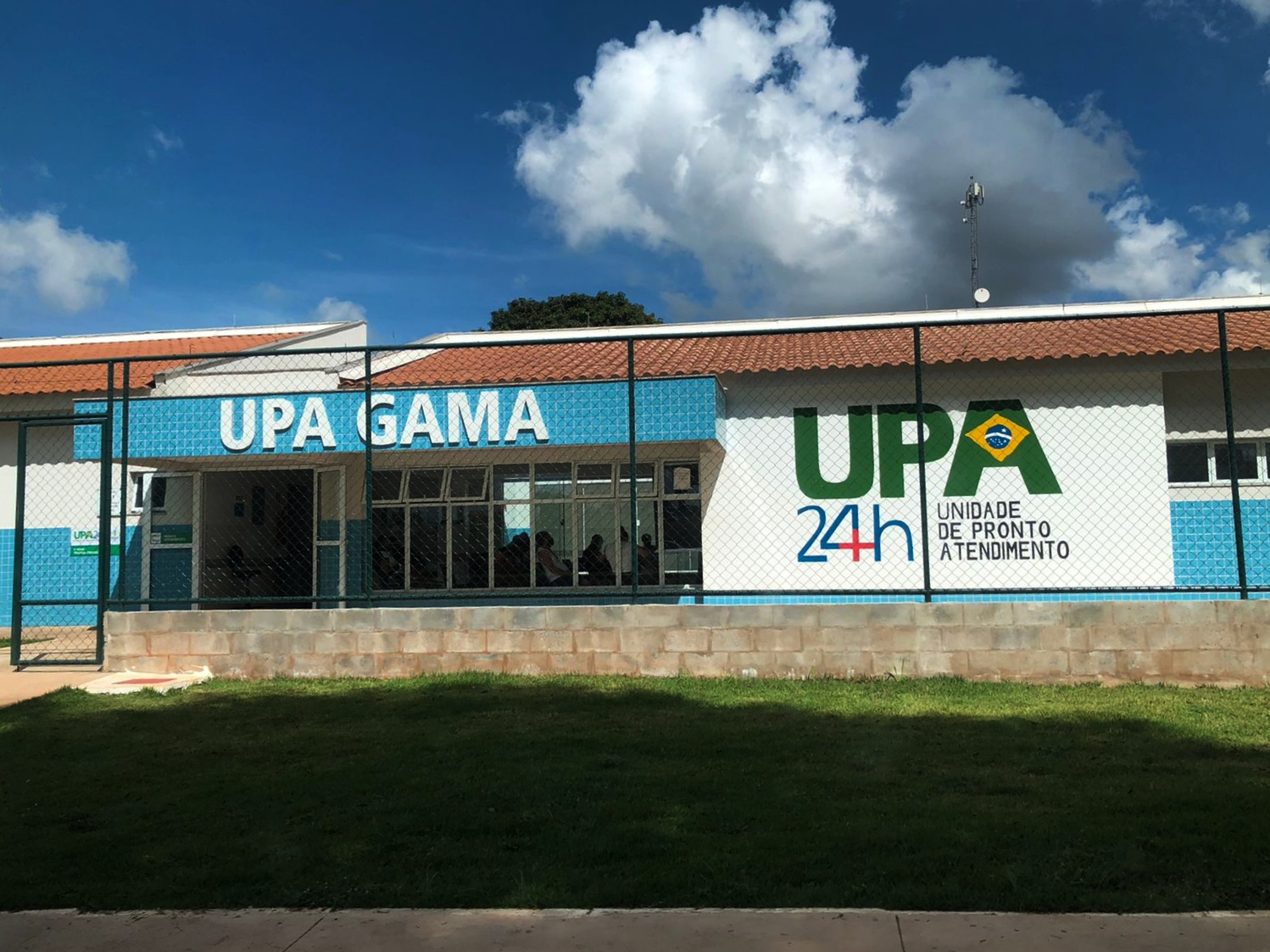
UPA Gama - Unidade de Pronto Atendimento

A retomada de crescimento populacional da região administrativa de Gama teve início com a política adotada pela administração local norteada pelo atendimento a demanda por moradias. Outro fator relevante foi o deslocamento intra-regionais e do fluxo de contingentes populacionais de outros estados. Iniciou-se a ocupação fixando então residências nos arredores do DF, nos municípios goianos, e posteriormente, transferiram-se para alguma das regiões administrativas mais próximas como o Gama, Santa Maria, Recanto das Emas.
De acordo com pesquisas realizadas pela CODEPLAN (Companhia de Desenvolvimento do Planalto Central), cerca de 60% da população residente no Gama é proveniente da região Centro-Oeste, e os nascidos no Distrito Federal representam cerca de 53%, e os 7% restantes advêm do Estado de Goiás. A Região Nordeste contribui com cerca de 27% dos residentes, sendo que o Estado do Piauí é o mais representativo com cerca de 7,1% da população. A Região Sudeste contribui com cerca de 11% dos quais 8% são oriundos do Estado de Minas Gerais. Os 2% restantes da população são representados pelos Estados sulinos.
A região administrativa de Gama apresenta um perfil habitacional interessante. Cerca de 99,19% dos moradores residem em domicílios particulares permanentes enquanto somente 0,58% em domicílios particulares improvisados e 0,23% em domicílios coletivos. Uma outra característica da região administrativa de Gama corresponde a casa como padrão dominante de moradia com cerca de 85,67% da população total da região. Com a introdução da verticalização residencial na região cerca de 11,61% aderiram ao processo.
De acordo com o Censo 2010, na região administrativa de Gama, verifica-se um percentual bastante significativo de domicílios enquadrados na categoria de “Próprio já Quitado”, com cerca de 45,88% que acrescido com a categoria de “Próprio em Aquisição”, atingem cerca de 54,19% de domicílios, ou seja, 18.692 ocupados por cerca de 69.500 pessoas.